# The Nobodies
«The Nobodies» es el título del tercer y último sencillo del álbum de estudio Holy Wood (In the Shadow of the Valley of Death) de Marilyn Manson, lanzado en 2001. La canción trata sobre Eric Harris y Dylan Klebold, perpetradores de la masacre de la Escuela Secundaria de Columbine, en Estados Unidos.
A pesar de la voz dura de Manson, por tratarse del género Metal, la banda grabó una versión acústica de la canción, la cual es más sentimental.

## Lista de canciones
- 1. «The Nobodies» (Álbum Versión)
- 2. «The Nobodies» (Versión en vivo)
- 3. «The Death Song» (With Bible Speech, Live in Colorado)
- 4. «The Nobodies» (Video)

## Video musical
El video musical de "The Nobodies" fue dirigido por Paul Fedor. Se estrenó en MTV en junio de 2001. La presentación técnica del video utiliza técnicas de agitación de la cámara, diversos disparos en el punto de vista, primeros planos, y cambios rápidos de escena.
Originalmente, el vocalista expresó deseo de filmar el video musical en Rusia "porque la atmósfera, la desolación, la frialdad y la arquitectura realmente se adapta a la canción."
En el video iba a tener una aparición el programa de bromas y acrobacias, Jackass, debido a la inclusión de la canción en la banda sonora de Jackass. Pero la idea fue rechazada, ya que provocó la ira del senador estadounidense Joseph Lieberman (D-Conn.), que fue uno de los políticos que culpan a Marilyn Manson de la masacre de Columbine High School. Marilyn Manson explicó la idea para el video musical de este modo:
"Yo ya tenía una historia para el video que quería hacer, una especie de cuento de hadas de Marilyn Manson acerca de algunos niños que escapan de un orfanato y buscan refugio conmigo después de huir de unas monjas terribles, malvadas enfermeras que abusan de ellos, como todas las monjas hacen, supongo. Así que decidí que estarían viendo Jackass en la televisión y las monjas se enojan con ellos, por lo que ellos escaparían. Pero ahora no sé lo que van a estar viendo [...] Tal vez Joseph Lieberman... Eso podría ser lo más apropiado."
El vídeo en sí parece contener una gran cantidad de simbolismo. Se trata de exponer la conducta controladora y agresiva de los medios de comunicación y la religión, un tema común en toda la era de "Holy Wood". Los "personajes" de edad avanzada tienen trajes que parecen estar parodiando la de figuras religiosas, y dominan la vida de los hijos depravados. Cuando se descubre la desaparición de los niños, estos personajes comienzan a buscarlos junto a perros guardianes y están aparentemente intimidados por Manson (esta escena puede ser vista como una posible muestra de cómo él usa su hostilidad para controlar e infundir miedo en los demás). Tras la aparición de Manson, se doblan inmediatamente para besar su anillo y son fácilmente satisfechos por su donación de dinero (un signo de su codicia y su obsesión por la riqueza). Manson actúa como el salvador de los niños, protegiéndolos en su seno y destruyendo a sus tutores tiránicos. El vídeo se corresponde poco con la letra de la canción, aunque no hay referencias a la masacre de Columbine High School, sirve como el principal ejemplo de violencia para estas letras.